# Hollandia Roeiclub
Hollandia Roeiclub (HRC) is een in 1954 door J.R. van Geuns (KSRV Njord), C.F.H. Carl Kuntze (USR Triton), J.L. van Ligten (KSRV Njord), Gerrit Johan  ter Poorten (KSRV Njord), U.J. Suermondt (KSRV Njord) en J. Op den Velde (DSRV Laga) opgerichte vereniging van (oud-)leden van de Nederlandse Nationale roei-equipe.

## Doel
HRC heeft als primair doel het, los van de individuele verenigingsbelangen, ondersteunen van toproeiers en talenten in hun ambities naar internationaal succes met middelen, kennis en ervaring. Daarnaast probeert HRC door middel van haar netwerk van oud internationals een bijdrage te leveren aan de maatschappelijke ontwikkeling van topsporters en een rol te vervullen als alumni platform dat oud toproeiers helpt in hun carrière na de sport.
Sinds haar oprichting heeft Hollandia Roeiclub bijgedragen aan de roeisport door het organiseren van talentdagen, symposia en met de aankoop en huur van roeimateriaal ten behoeve van de nationale equipe. HRC had naast wedstrijdboten ook als eerste in Nederland begin tachtiger jaren een Gjessing-Nilson roeiergometer, van Noorse makelij. Hier werd veel gebruik van gemaakt door de roeitop en een tijdlang was de HRC daar uniek mee in Nederland.

## Sportieve prestaties
Naast het bieden van ondersteuning geeft HRC atleten die (nog) niet geselecteerd voor de Nederlandse Nationale equipe de mogelijkheid om onder de verenigingsvlag van Hollandia te starten op internationale wedstrijden. Onder deze hoedanigheid zijn er in 2004, 2006 en 2016 overwinningen geboekt door teams van HRC op het nummer heren acht-met-stuurman tijdens de Grand Challenge Cup op de Henley Royal Regatta in Engeland. Daarnaast zijn in 2016 nog een aantal ploegen onder de Hollandia vlag gestart. Lisa Scheenaard won de Princess Royal Challenge Cup; Roel Braas en Mitchel Steenman konden de Silver
Goblet & Nickalls Challenge Cup (M2-) in ontvangst nemen en de Hollandia Vier won de Stewards Challenge Cup. Een verbeelding van de overwinning van 2004 komt voor in de speelfilm The Social Network uit 2010.
Ook in 2019 stuurde Hollandia een grote delegatie naar Henley. De Hollandia acht, gestuurd door Bjørn Kwee, roeide een baanrecord in halve finale van de Ladies' Challenge Plate

## Verenigingskleuren
Shirt: wit; rood/wit/blauwe diagonaal schuine band 

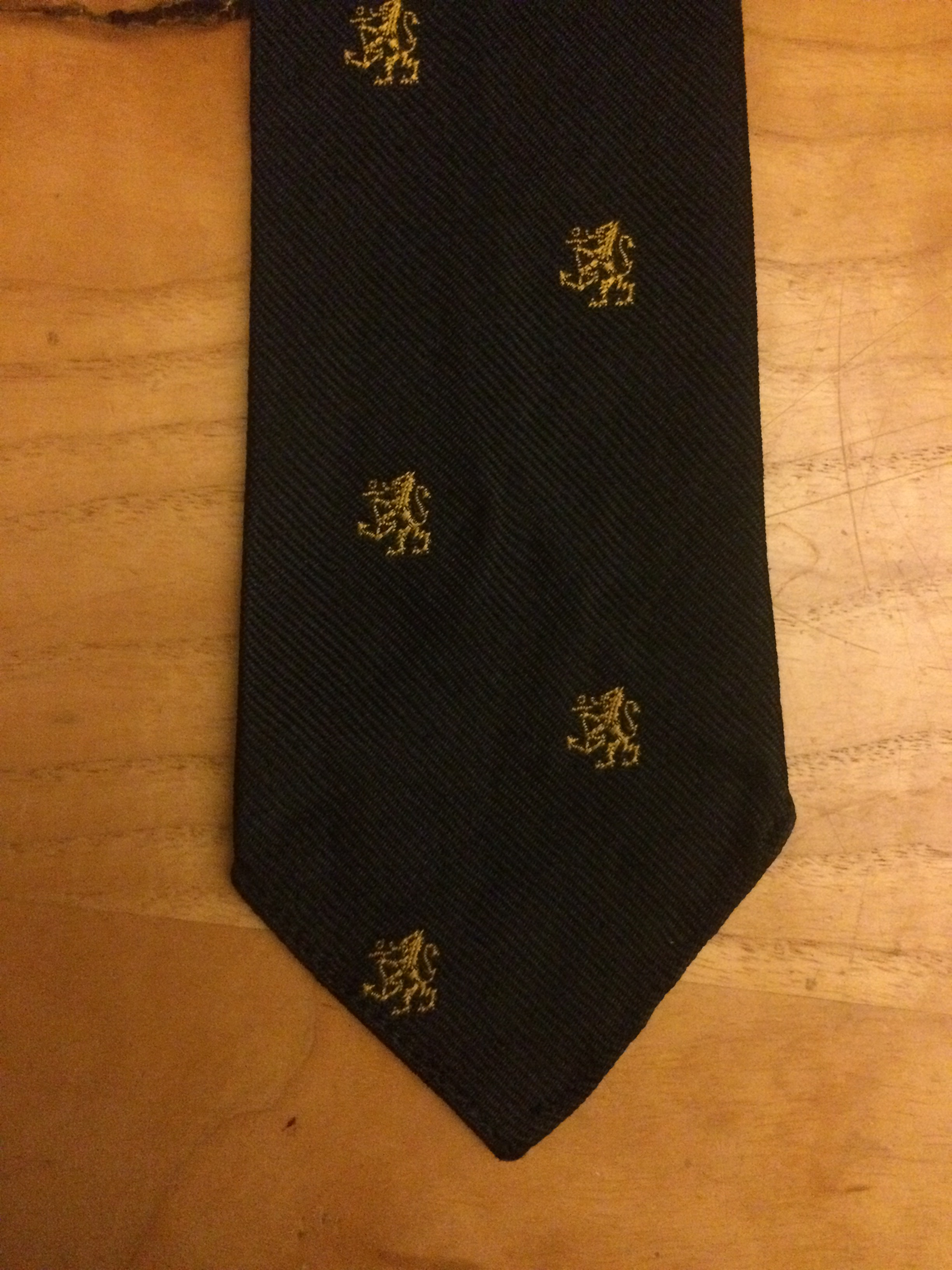
Verenigingsdas voor leden Hollandia Roeiclub

Broek: wit voor heren, donkerblauw voor dames 
Das: donkerblauw waarop in geel een klimmende leeuw, een anker vasthoudend